# Eichrodt (Wutha-Farnroda)
Eichrodt ist ein Ortsteil von Wutha-Farnroda im Wartburgkreis in Thüringen.

## Lage
Der Ortsteil liegt im Nordwesten der Kerngemeinde an der Bundesstraße 88 und der Bahnstrecke Erfurt-Eisenach im Tal der Hörsel. Über den nordöstlichen Teil des Kohlberges (408,5 m ü. NN) verläuft die südliche Gemarkungsgrenze zum Ortsteil Mosbach, die östliche Grenze folgt (angenähert) der Mosbacher Straße bis zur Einmündung in die Eisenacher Straße, schneidet das Hörseltal und reicht im Norden bis an den Westhang des Kleinen Hörselberges (436,2 m ü. NN). Über das Kirchtal springt die Grenze bis zur ehemaligen Autobahnauffahrt Wutha-Farnroda und verläuft westlich der Zufahrtsstraße talwärts. Die mehrfach zu Gunsten von Eisenach verschobene westliche Gemarkungsgrenze führt über die Talaue mit Steinacker und Am Großen Rain wieder hinauf zum Kohlberg. Das Gelände ist weitgehend eben und wird landwirtschaftlich genutzt. Der felsige Steilhang des Kleinen Hörselberges mit seinen markanten Klippen wurde seit dem Spätmittelalter als Weinberg genutzt, hier befanden sich auch mehrere Kalksteinbrüche. Die seit dem Ende der letzten Eiszeit bestehende Flussaue der Hörsel besitzt überwiegend steinige Böden, an den sanften Hanglagen des Kohlberges und um das Kirchtal lagen die Äcker und Weidegründe. Die geographische Höhe des Ortsteiles beträgt 240 m ü. HN.

## Geschichte

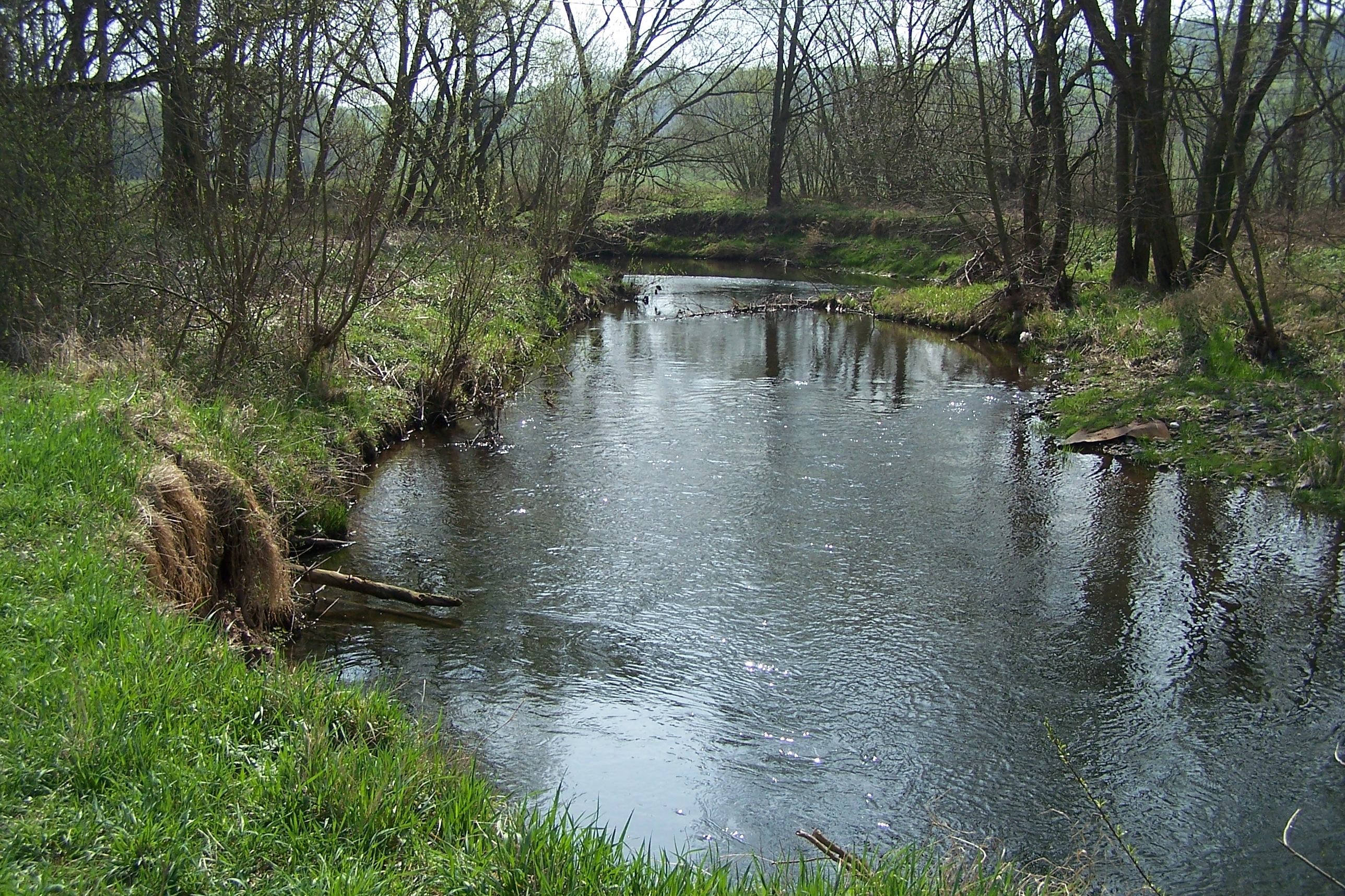
An der Hörsel zwischen Eichrodt und dem Rothenhof.

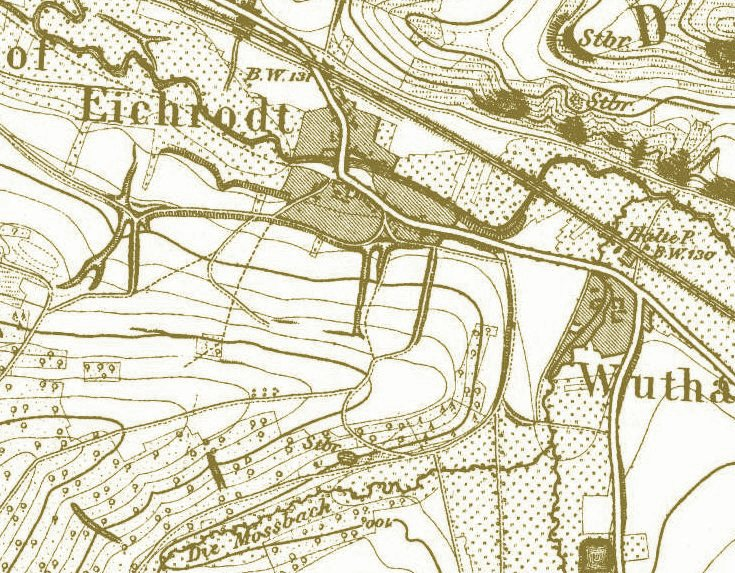
Lage und Ausdehnung der Orte Eichrodt und Wutha um 1850

Die Ersterwähnung Eichrodts erfolgte 1349:
Im Jahre des Herrn 1349 erhielten Friedrich und Helmrecht von Farnroda und Ticzko, deren Oheim, die Burg Farnroda mit allen Zugehörigkeiten, ebenso das Dorf Wutha mit seinen Zugehörigkeiten, ebenso das Dorf Eichrodt; … ebenso alle Güter in Witingervelt …
Das Gebiet östlich der Stadt Eisenach war bereits um 1200 an das Eisenacher Nikolaikloster zinspflichtig. Die von den Thüringer Landgrafen vorgenommene Ämtereinteilung war über Jahrhunderte Grundlage der Landesverwaltung. Eichrodt und Wutha zählten demnach zur kleinen Herrschaft Farnroda. 1461 erwarben die Burggrafen von Kirchberg die Herrschaft Farnroda, die Farnrodaer Ritter hatten ihre finanziellen Verpflichtungen nicht mehr erfüllen können und mussten auf ihre Stammlande verzichten. Mit dem Aussterben der Kirchberger und Rückführung ihres Lehensrechtes an die Landesherrschaft konnten Verwaltungsreformen eingeleitet werden, die eine Zusammenlegung der beiden Orte Wutha und Eichrodt begünstigten. Eichrodt und Wutha wurden dem Eisenacher Verwaltungsbezirk III zugeteilt. Nach dem Ersten Weltkrieg entwickelte sich die ehemalige Residenzstadt Eisenach zur Industriestadt, die Stadtverwaltung war um die Vergrößerung des Stadtgebietes bemüht und beantragte die Eingemeindung von angrenzenden Ortschaften. Am 1. Oktober 1922 wurden die Gemeinden Eichrodt, Wutha und weitere Orte nach Eisenach eingemeindet, doch bereits zum 30. September 1924 wieder ausgemeindet. Als Folge dieser Verwaltungsreform entstand der neue Ort Wutha/Thüringen mit den Ortsteilen Eichrodt und Wutha. Dieser wurde 1987 mit Farnroda zur Gemeinde Wutha-Farnroda zusammengeschlossen.
Eine Besonderheit war die Zuteilung zu den Pfarrsprengeln: wohl schon vor der Gründung des Nikolaiklosters waren die Eichrodter nach Großenlupnitz eingepfarrt, an diese Begebenheit erinnert der durch das Kirchtal am westlichen Rand der Hörselberge führende Weg nach Großenlupnitz. Nach der Reformation wurde die Eichrodter Bevölkerung an die Pfarrei in Farnroda abgegeben.
Der in Eisenach, am Nikolaitor, nach Osten abgehende Straßenzug der Via Regia ist mit seinem südlichen Trassenabschnitt, der auch den Rotenhof berührt, weitgehend identisch mit dem Eichrodter Weg. Dieser nördliche Trassenabschnitt führte über die einstige Köppingbrücke durch das ehemalige Dorf Fischbach bei Eisenach und zog am Fuß der Hörselberge über die Wuthaer Weinbergstraße, Kahlenberg und Kälberfeld nach Sättelstädt. Schon im 14. Jahrhundert bestanden zwischen beiden Trassen Querverbindungen: an der Eichrodter Hörselfurt, am Rothenhof, am Rehhof, in Schönau und in Kälberfeld. Die wenigen Wohnhäuser im Kirchtal und entlang der Weinbergstraße wurden erst ab dem späten 19. Jahrhundert errichtet.
Eichrodt wurde durch den Fernverkehr stärker gefördert als Wutha, es erhielt 1685 eine erste hölzerne Brücke am östlichen Ortsrand, die aber wegen des Brückengeldes und der nahen Furtstelle kaum benutzt wurde. Die zweite Brücke in Eichrodt wurde 1731 unmittelbar neben der Furt errichtet.
Mit dem Bau der Thüringer Bahn im Jahr 1847 erhielt der Ort einen Bahnanschluss, der im knapp zwei Kilometer östlich gelegenen Wutha errichtet wurde.
Jeder Herrschaftsbereich im Herzogtum Sachsen-Eisenach hatte eine Dorfordnung, in der die Gerichts-, Schul- und Kirchenordnung festgeschrieben war. Im Kirchbergschen Herrschaftsgebiet wurde diese 1747 von H. F. Havemann ausgefertigt. Der um 1900 in Eichrodt und Wutha bestallte Dorfschullehrer Karl Hahnelt war der erste Ortschronist von Wutha, im Zentrum seiner Abhandlung zur Ortsgeschichte steht die Entwicklung der schulischen Verhältnisse (ergänzt und fortgeschrieben von seinen Amtsnachfolgern)
- 1770 wurde eine erste Schulordnung für die niederen Schulen im Fürstenthum Eisenach erlassen, sie regelte den Schulbesuch, die Besoldung und den Lehrplan.
- 1779 waren alle in der Herrschaft Farnroda lebenden Schüler zum Besuch der Farnrodaer Schule verpflichtet, nur das Dorf Seebach durfte ein eigenes Schulhaus unterhalten.

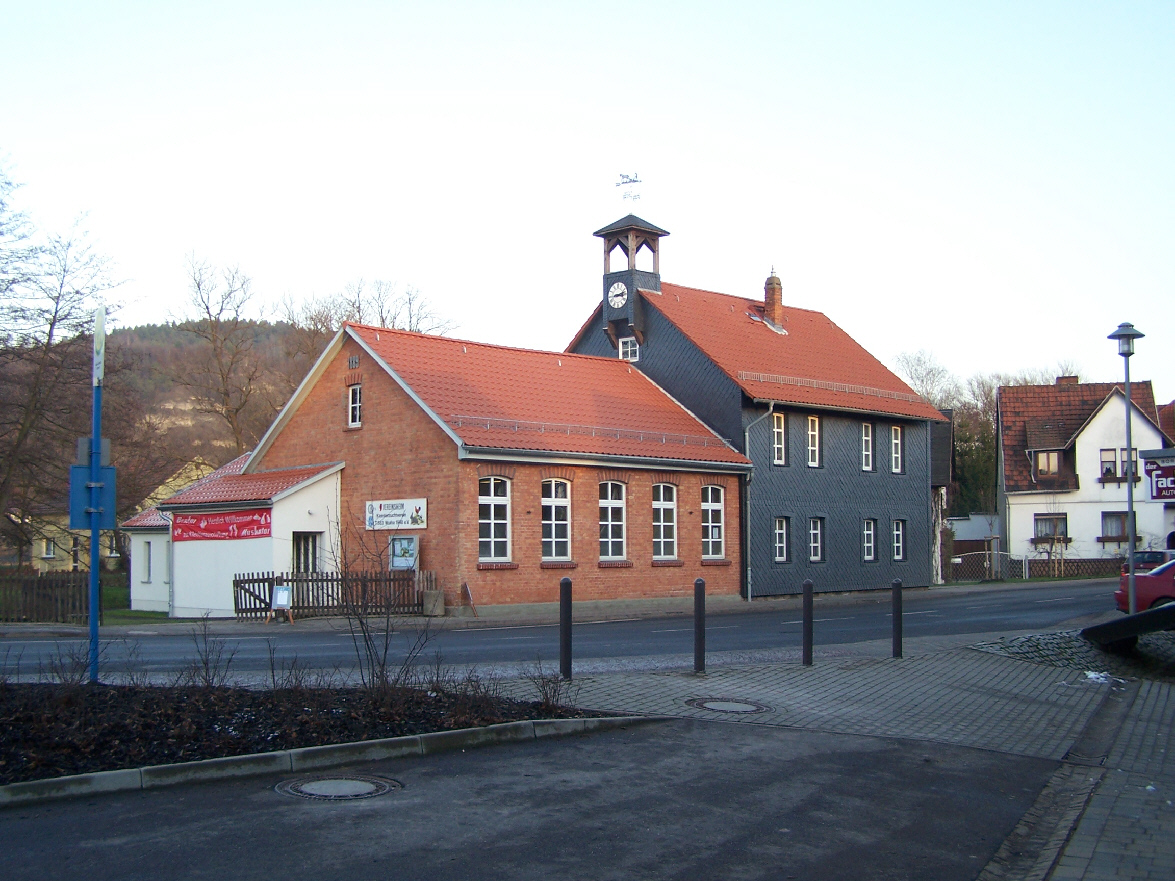
Dorfschule in Eichrodt

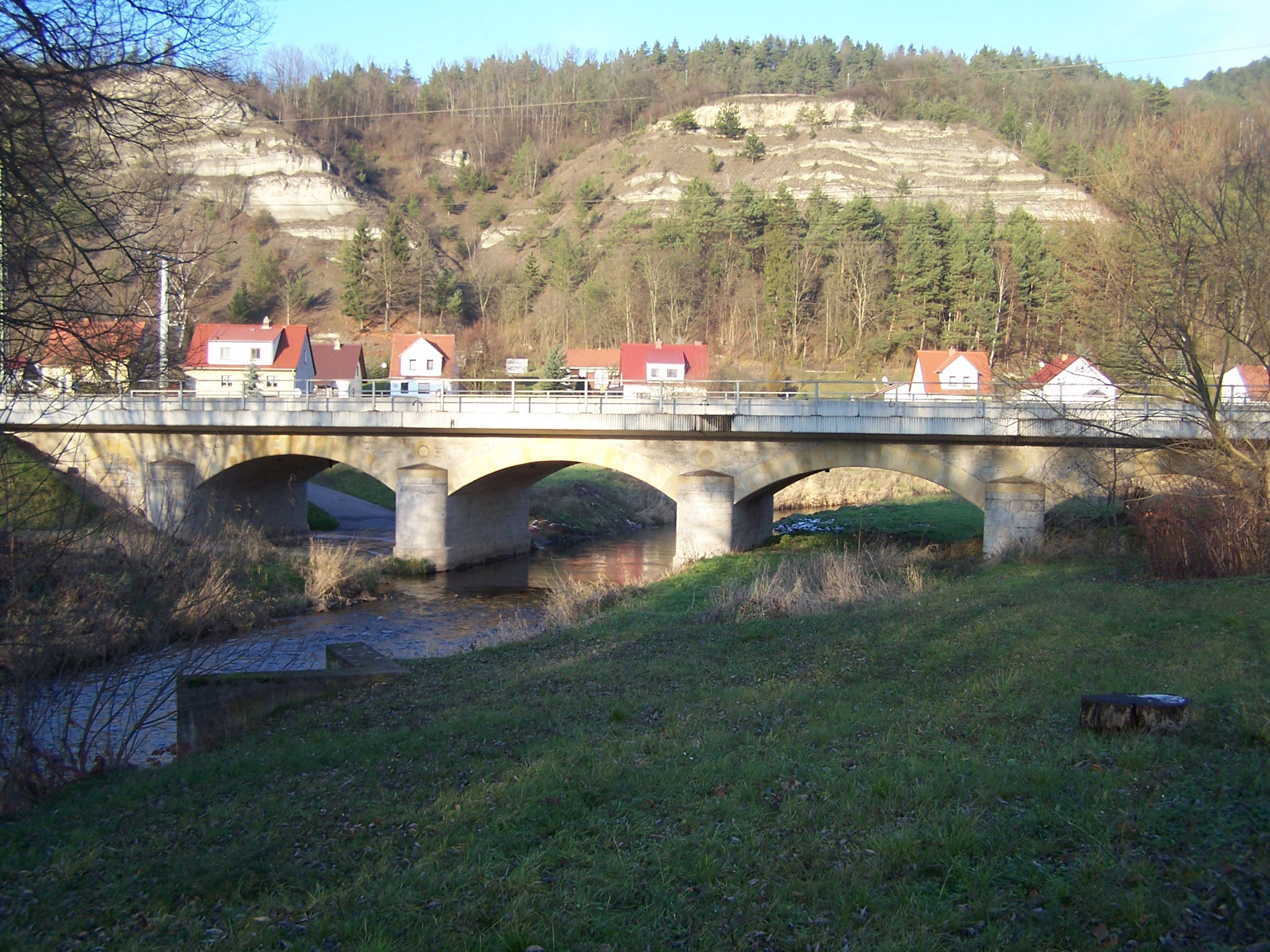
Hörselbrücke der Eisenbahn

- 1858 wurde das erste Schulhaus in Eichrodt erbaut, erforderlich durch das Bevölkerungswachstum in den Orten Eichrodt und Wutha. Der Unterricht fand in einem Raum für alle 8 Klassen gleichzeitig statt. An der heutigen Hörselbrücke, gegenüber der Schule wurde ein Turnplatz angelegt.
- 1871 veranlasste der Bürgermeister Christian Röber die Errichtung eines zweiten Schulgebäudes Auf der Höhe, die Unterrichtsverhältnisse besserten sich durch Anstellung weiterer Lehrer.
- 1928 und 1936 wurden am Schulhaus durch Anbauten weitere Klassenräume geschaffen.
- Nach dem Zweiten Weltkrieg wurden die Schulbezirke im Landkreis Eisenach neu strukturiert.
- 1952 wurde die großzügig gestaltete Schule an der Eisenacher Straße eingeweiht, sie diente später den Orten Farnroda, Mosbach, Hastrungsfeld, Burla, Sättelstädt, Sondra, Kälberfeld und Kahlenberg als Polytechnische Oberschule. Im Schuljahr 1973/74 besuchten bereits 463 Schüler diese Schule, in der alten Dorfschule in Eichrodt fand noch der Grundschulunterricht statt. Enge Beziehungen bestanden zum benachbarten VEB Petkus Wutha, der Betrieb unterstützte die Schule mit Arbeitsgelegenheiten in der Ferienzeit, eine Schülerfeuerwehr wurde von der Werkfeuerwehr ausgebildet.
- 1980 wurde die Polytechnische Oberschule in Ferdinand-Heitzmann-Schule umbenannt.
- 1987 wurde der Schulbetrieb an die im Wohngebiet Mölmen neu errichtete Polytechnische Oberschule ausgelagert, die Alte Dorfschule wurde später als Vereinsgebäude genutzt, in der Heitzmannschule wurde kurzzeitig ein Kindergarten, dann eine Fahrschule eingerichtet.

Der Ortsteil Eichrodt besitzt noch seinen ursprünglichen, dörflichen Charakter. Das Ortsbild wird von Fachwerkhäusern und Gehöften geprägt, an der Weinbergstraße und parallel zur Eisenbahn entstanden seit 1900 etwa 50 Einfamilienhäuser in Massivbauweise. Zur Abwehr der Hochwassergefahr wurde Ende der 1990 der am rechten Hörselufer liegende Siedlungsteil mit einem Schüttdeich gesichert, anschließend wurde auch die Hörselbrücke durch einen Neubau ersetzt. Eine um 1900 erbaute große, ortsbildprägende Scheune am nördlichen Ortseingang wurde beim Bau der Eisenbahnüberführung und der Autobahnanbindung beseitigt, auch ein baufälliges Gehöft gegenüber der Alten Dorfschule fiel um 2005 der Spitzhacke zum Opfer.